# Рат за независност Мозамбика
Рат за независност Мозамбика је био оружани сукоб и ослободилачка борба коју је водио Фронт за ослобођење Мозамбика (ФРЕЛИМО) против португалске колонијалне власти од 1964. до 1974. године. Борцима ФРЕЛИМО-а су материјално највише помагали Совјетски Савез, Кина и Куба.
Рат у Мозамбику трајао је паралелно с ратовима за ослобођење у Анголи и Гвинеји Бисао.

## Позадина
Иако су се Португалци искрцали на обале данашњег Мозамбика још у 15. веку, тек су у другој половини 19. века почели да организују чврсту колонијалну владавину. Колонијална војска је до 1895. године поразила последњу домородачку државну творевину на подручју Мозамбика, краљевство Газа. Раст антиколонијалног покрета након Другог светског рата и насилнички однос колонијалних власти према домороцима узроковали су све већи раст национализма и антиколонијалне свести.
Већина домородачког становништва била је необразована и живела у беди и сиромашству за разлику од богате мањине колонијалиста. У таквим су условима успели да сачувају своју традицију и обичаје, те су на португалску културу гледали као страно тело у својој земљи.
Политички дисиденти који су се залагали за независност Мозабика били су протеривани из колоније. Португалска влада је присиљавала мозамбичке пољопривреднике и земљораднике да узгајају пиринач и памук за извоз, док је њима остајала веома малена зарада. Већина осталих радника, њих 250.000 до 1960, послани су на рад у руднике дијаманата или злата. До 1950, само 4.353 становника Мозамбика од 5.733.000 имало је право гласања на изборима. Јаз између Португалаца и домородаца показивала је чињеница ниског броја мешаних бракова. До 1960. године, живело је само 31.465 местика од укупно 8-10 милиона становника Мозамбика.
Прва организација чији је циљ био борба за независност Мозмбика, Фронт за ослобођење Мозамбика (ФРЕЛИМО), основана је у танзанијском граду Дар ес Саламу 1962. године. Основали су ју многи политички дисиденти, протерани из Мозамбика. ФРЕЛИМО је своје седиште основао годину дана касније у Дар ес Саламу под вођством социолога Едуарда Мондлена. Након пропасти сваког покушаја да се покрену преговори о добивању независности Мозамбика, Мондлен је 1964. године позвао на оружани отпор колонијалним властима.

## Рат
Након пропасти преговора с колонијалним властима, ФРЕЛИМО је 25. септембра 1964. покренуо прве герилске нападе на север Мозамбика из својих база у Танзанији. Борци ФРЕЛИМО-а су у својим нападима имали велику помоћ и подршку домородачког становништва. ФРЕЛИМО је на почетку рата имао око 7.000 бораца. Португалци су 1964. имали 8.000, а до 1967. године 24.000 војника ангажованих против герилаца.
Герилци су највише напада на Португалце вршили током сезоне монсунских киша, јер је киша тада испирала трагове њихових чизама па је Португалцима било немогуће пратити од куда је дошао напад и камо су се герилци склонили. Сем тога су борци ФРЕЛИМО-а били опремљени лаким наоружањем, па су могли брже да се склоне или побегну. Они су најчешће оперисали у групама између десет и петнаест бораца. Прве тактике ФРЕЛИМО-а темељиле су се на покушају распршивања португалских јединица.
Португалска војска почела је да трпи озбиљне губитке од новембра 1964. године. Герилци су често постављали нагазне мине од којих су страдавали колонијални војници током извиђања. ФРЕЛИМО се убрзо повезао с базама за помоћ у суседној држави Малави, која је стекла независност 6. јула 1964. године. До 1967, једна седмина становништва и једна петина територије били су под мнадзором ФРЕЛИМО-а, а број бораца достигао је 8.000. У то је време Мондлен успео да обезбеди материјалну и финансијску подршку од Совјетског Савеза и Кине.
Дана 3. фебруара 1969. године, Едуардо Мондлен је погинуо од експлозива смештеног унутар књиге у његовој канцеларији у Дар ес Саламу. Иако још увек није јасно ко су били организатори атената, већина историчара сумња на португалску тајну службу, док неки сматрају да су кривци били одређене фракције унутар ФРЕЛИМО-а чијим се члановима није свиђала Мондленова политика. Мондлена је наследио умерени политичар Урија Симаго, који је до тада био потпредседник ФРЕЛИМО-а. Симага су ускоро с власти изгурали Самора Машел и Марселино дос Сантос (Симаго је после независности 1975. био ухапшен и смакнут).
У последњем периоду рата (1970—1974), ФРЕЛИМО је појачао учесталост герилских напада и покренуо убрбани тероризам, односно ширење герилске борбе у градове. Такође је све више португалских војника страдавало од противпешадијских мина, што је стварало параноју међу њиховим редовима.
Португалска војска је 10. јуна 1970. покренула велику офанзиву против ФРЕЛИМО-а, названу операција Гордијев чвор. У операцији је учествовало 35.000 колонијалних војника. Циљ ове седмомесечне операције био је спречавање пребацивања герилаца из Танзаније и уништење њихових база у тој суседној земљи. Циљ операције је већим делом остварен, јер су португалске трупе успеле да униште већину база ФРЕЛИМО-а на рубним подручјима Танзаније. Генерал Аријага је пријавио да је била уништена 61 герилска база и 165 кампова, те заплењено 40 тона муниције.
Португалска војска је до 1972. променила стратегију и по узору на Американце у Вијетнамском рату почела да шаље мале ударне групе војника које су уништавале све пред собом. ФРЕЛИМО је у отприлике исто време (9. новембра) лансирао офанзиву на провинцију Тете са учешћем од 8.000 бораца. Португалска војска је одговорила тешким репресалијама против цивилног становништва у нади да ће међу домороцима опасти подршка ФРЕЛИМО-у. Једна од њих био је масакр у селу Виријаму 16. децембра 1972, у којем су колонијални војници побили до 400 сељана, већином жене и децу. Јавност је за масакр сазнала у јулу 1973. године.

## Крај рата
До почетка седамдесетих година 20. века, све већи део португалске јавности је био против ратова у колонијама. Трошкови ратовања гутали су 44% португалског привредног буџета, иако је просечан раст португалског бруто домаћег производа између 1961. и 1974. био 6%.
Опште незадовољство у Португалији кулминирало је 25. априла 1974. године, када је група лево оријетнисаних официра у бескрвном пучу срушила с власти конзервативну владу премијера Марсела Кајетана, догађај који је остао упамћен као каранфилска револуција. Након пада старе владе, из Мозамбика се наредних месеци иселило око 300.000 португалских колониста. Већина њих је отишла да живи у Америку и Аустралију, а део њих се вратио и у Португалију.
Нова португалска влада започела је мировне преговоре с представницима ФРЕЛИМО-а, који су закључени потписивањем мировног споразума у Лусаки 7. септембра 1974. године. На изборима је победио ФРЕЛИМО, а 25. јуна 1975. званично је проглашена независност Мозамбика.